# 케이틀런 콜린스
케이틀런 콜린스(영어: Kaitlan Collins, 1992년 4월 7일 ~ )는 미국의 기자로, CNN 소속 백악관 출입기자이다.
콜린스 기자는 2018년 7월 25일 도널드 트럼프 대통령 기자회견 직전 트럼프 대통령의 성추문 관련 질문을 던졌다가, 취재를 금지당하였다. 해당 질문은 트럼프 대통령과 모델 캐런 맥두걸의 스캔들에 관한 마이클 코언 변호사와의 대화 내용이 담긴 테이프에 관한 것이었다. 콜린스 기자는 이후 빌 샤인 백악관 공보국장으로부터 부적절한 질문을 했다는 질책을 당한 뒤 기자회견 출입을 금지당했고, CNN은 이에 대해 "명백한 보복"이라고 비판했다.
2020년 5월에는 백악관 기자회견에서 잠시 마스크를 내렸던 것이 포착되어 에릭 트럼프로부터 비꼼을 당했고, 도널드 트럼프 대통령 또한 "CNN은 사기꾼"이라는 조롱을 더했다.